# Бени Комунали-Боргата Орзи (Болоња)
Бени Комунали-Боргата Орзи је насеље у Италији у округу Болоња, региону Емилија-Ромања.
Према процени из 2011. у насељу је живело 307 становника. Насеље се налази на надморској висини од 14 м.